# Stekelige jeneverbes
De stekelige jeneverbes (Juniperus oxycedrus) is een boom uit de cipresfamilie (Cupressaceae). Deze soort is in het Middellandse Zeegebied te vinden. De boom groeit op droge heuvels, rotsachtige grond en in bossen in het kustgebied. De hoogte is ongeveer 8 m.
Te onderscheiden van de gewone jeneverbes (Juniperus communis) door de meestal twee witgrijze lijnen aan de bovenkant van de naalden. Bij de gewone jeneverbes is dit slechts één witte lijn. Andere jeneverbessoorten met twee witte lijnen op de naalden zijn onder meer de Syrische jeneverbes (Juniperus drupacea) en de heilige jeneverbes (Juniperus rigida).
De soort is vooral bekend vanwege de olie die als medicijn wordt gebruikt, ook in de diergeneeskunde. Deze olie wordt bereid uit het hout. Dit hout is overigens goed bestand tegen rotting. Er wordt wel houtskool van gebrand.
De bessen zijn botanisch gezien geen bessen maar kegelvruchten.

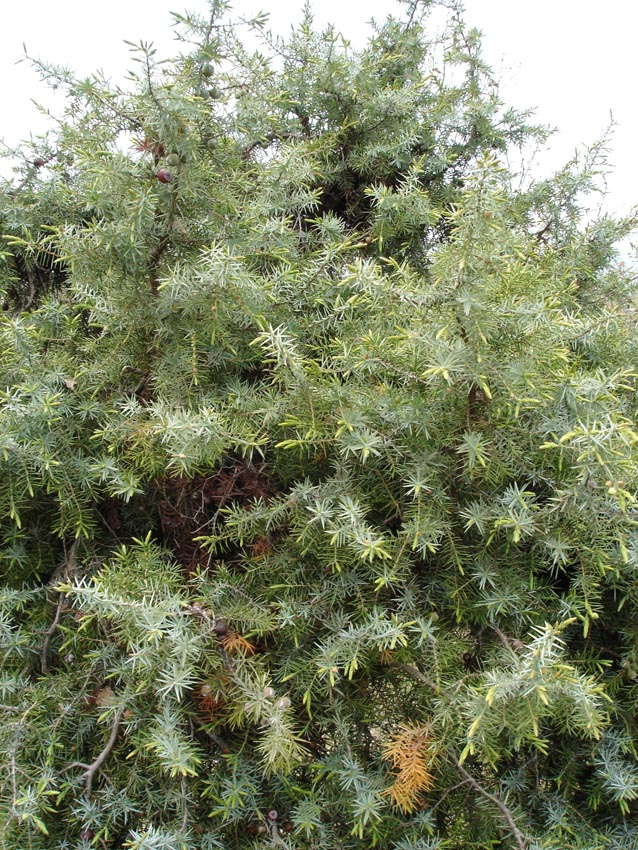
Stekelige jeneverbes

... · 
J. brevifolia · 
J. californica · 
J. cedrus · 
J. chinensis (Chinese jeneverbes) · 
J. communis (jeneverbes) · 
J. excelsa (Griekse jeneverbes) · 
J. oxycedrus (stekelige jeneverbes) · 
J. phoenicea · 
J. recurva · 
J. rigida (heilige jeneverbes) · 
J. turbinata · 
...